# Espaço quadridimensional

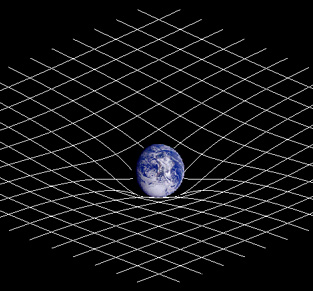
Ilustração das curvaturas do espaço quadridimensional (espaço-tempo).

O espaço quadridimensional[nota 1] espaço formado por quatro dimensões: altura, largura, profundidade e, tempo; Depois do surgimento da teoria da relatividade de Albert Einstein, o espaço tridimensional foi revisto, pois a relatividade afirma que o espaço e o tempo compõem a bidimensão espaço-tempo, seguindo a fórmula anterior, ao espaço tridimensional foi acrescentado o tempo
Em homenagem a Euclides, criou-se o termo espaço-tempo euclidiano, onde não há diferença entre direção no tempo e direção no espaço. O sistema geométrico criado por Euclides era bidimensional, contudo, o sistema bidimensional espaço-tempo citado, tem na realidade quatro dimensões.
| “ | Isto basta. Newton, perdoe-me; você encontrou o único meio, que na época, era o único possível para um homem do mais elevado pensamento e poder criativo. Os conceitos, que você criou, estão até hoje guiando nossos pensamentos em Física, embora nós agora saibamos que eles terão que ser substituídos por outros, removidos, mais além, da esfera da experiência imediata, se nós pretendemos uma compreensão mais profunda das relações”. -Albert Einstein | ” |

Propõe-se, cada vez mais, que os espaços da superfície terrestre sejam concebidos não como entidades tridimensionais, mas sim, quadridimensionais, como complexos de fenômenos espaço-temporais.

Animação de um toro de Clifford realizando uma rotação simples. Toro é o lugar geométrico tridimensional formado pela rotação da superfície circular plana de raio r em torno de uma circunferência de raio R.

## Física relativista
Depois da Teoria especial da relatividade (1905) e da Teoria geral da relatividade (1915), que abordava os efeitos referentes à gravidade, ocorreram as seguintes mudanças no pensamento científico:
- o espaço e o tempo foram considerados dependentes (espaço-tempo contínuo);
- os corpos rígidos contraem-se na direção em que se movem;
- as variações de medida do espaço e do tempo ocorrem de tal forma que a velocidade da luz permanece constante para todos os observadores;
- o movimento retarda o relógio;
- o campo de gravitação produz variações nas medidas do espaço-tempo, o intervalo entre dois fatos é o mesmo para todos os observadores;
- o campo de gravitação altera a natureza do espaço e encurvam os raios de luz;
- o espaço-tempo contínuo produz uma geometria não-euclidiana;
- para distâncias astronômicas, a menor distância entre dois 
pontos é uma curva.